# Spenglerův pohár 1998
72. ročník Spenglerova poháru se uskutečnil od 26. do 31. prosince 1998. Všechny zápasy se hrály v hale Vailant Areně v Davosu. Vítězem se stal tým Kanada.

## Účastníci
- Kanada - tým složený z Kanaďanů hrajících v Evropě
- HC Davos - hostitel
- Färjestad BK
- HC Slovnaft Vsetín
- VEU Feldkirch

## Základní část

### Tabulka
| Tým                | Z | V | P | R | VG | IG | B |
| ------------------ | - | - | - | - | -- | -- | - |
| HC Davos           | 4 | 3 | 0 | 1 | 17 | 9  | 7 |
| Kanada             | 4 | 3 | 1 | 0 | 13 | 11 | 6 |
| Färjestad BK       | 4 | 1 | 2 | 1 | 13 | 11 | 4 |
| HC Slovnaft Vsetín | 4 | 1 | 2 | 1 | 13 | 18 | 3 |
| VEU Feldkirch      | 4 | 1 | 3 | 0 | 7  | 14 | 2 |

### Zápasy
| 26. prosince 1998 15:30 | HC Davos | 4–2             | HC Slovnaft Vsetín | Vaillant Arena |
|                         | HC Davos | (1:1, 0:0, 3:1) | HC Slovnaft Vsetín |                |

| Souhrn zápasu | Souhrn zápasu | Souhrn zápasu | Souhrn zápasu | Souhrn zápasu |
| ------------- | ------------- | ------------- | ------------- | ------------- |
|               |               |               |               |               |

| 26. prosince 1998 20:45 | Färjestad BK | 1–2             | VEU Feldkirch | Vaillant Arena |
|                         | Färjestad BK | (1:1, 0:0, 0:1) | VEU Feldkirch |                |

| Souhrn zápasu | Souhrn zápasu | Souhrn zápasu | Souhrn zápasu | Souhrn zápasu |
| ------------- | ------------- | ------------- | ------------- | ------------- |
|               |               |               |               |               |

| 27. prosince 1998 15:30 | Färjestad BK | 2–3             | Kanada | Vaillant Arena |
|                         | Färjestad BK | (0:0, 1:2, 1:1) | Kanada |                |

| Souhrn zápasu | Souhrn zápasu | Souhrn zápasu | Souhrn zápasu | Souhrn zápasu |
| ------------- | ------------- | ------------- | ------------- | ------------- |
|               |               |               |               |               |

| 27. prosince 1998 20:45 | HC Slovnaft Vsetín | 5–4             | VEU Feldkirch | Vaillant Arena |
|                         | HC Slovnaft Vsetín | (4:1, 0:2, 1:1) | VEU Feldkirch |                |

| Souhrn zápasu | Souhrn zápasu | Souhrn zápasu | Souhrn zápasu | Souhrn zápasu |
| ------------- | ------------- | ------------- | ------------- | ------------- |
|               |               |               |               |               |

| 28. prosince 1998 15:30 | VEU Feldkirch | 1–4             | HC Davos | Vaillant Arena |
|                         | VEU Feldkirch | (1:2, 0:0, 0:2) | HC Davos |                |

| Souhrn zápasu | Souhrn zápasu | Souhrn zápasu | Souhrn zápasu | Souhrn zápasu |
| ------------- | ------------- | ------------- | ------------- | ------------- |
|               |               |               |               |               |

| 28. prosince 1998 20:45 | Kanada | 5–4 po sam. naj.          | HC Slovnaft Vsetín | Vaillant Arena |
|                         | Kanada | (3:1, 1:2, 0:1, 0:0, 1:0) | HC Slovnaft Vsetín |                |

| Souhrn zápasu | Souhrn zápasu | Souhrn zápasu | Souhrn zápasu | Souhrn zápasu |
| ------------- | ------------- | ------------- | ------------- | ------------- |
|               |               |               |               |               |

| 29. prosince 1998 15:30 | VEU Feldkirch | 0–4             | Kanada | Vaillant Arena |
|                         | VEU Feldkirch | (0:2, 0:2, 0:0) | Kanada |                |

| Souhrn zápasu | Souhrn zápasu | Souhrn zápasu | Souhrn zápasu | Souhrn zápasu |
| ------------- | ------------- | ------------- | ------------- | ------------- |
|               |               |               |               |               |

| 29. prosince 1998 20:45 | HC Davos | 4–5 po prod.         | Färjestad BK | Vaillant Arena |
|                         | HC Davos | (0:1, 2:2, 2:1, 0:1) | Färjestad BK |                |

| Souhrn zápasu | Souhrn zápasu | Souhrn zápasu | Souhrn zápasu | Souhrn zápasu |
| ------------- | ------------- | ------------- | ------------- | ------------- |
|               |               |               |               |               |

| 30. prosince 1998 15:30 | HC Slovnaft Vsetín | 2–5             | Färjestad BK | Vaillant Arena |
|                         | HC Slovnaft Vsetín | (1:4, 0:0, 1:1) | Färjestad BK |                |

| Souhrn zápasu | Souhrn zápasu | Souhrn zápasu | Souhrn zápasu | Souhrn zápasu |
| ------------- | ------------- | ------------- | ------------- | ------------- |
|               |               |               |               |               |

| 30. prosince 1998 20:45 | Kanada | 1–5             | HC Davos | Vaillant Arena |
|                         | Kanada | (1:2, 0:2, 0:1) | HC Davos |                |

| Souhrn zápasu | Souhrn zápasu | Souhrn zápasu | Souhrn zápasu | Souhrn zápasu |
| ------------- | ------------- | ------------- | ------------- | ------------- |
|               |               |               |               |               |

## Finále
| 31. prosince 1998 12:00 | HC Davos | 2–5             | Kanada | Vaillant Arena |
|                         | HC Davos | (0:3, 2:1, 0:1) | Kanada |                |

| Souhrn zápasu | Souhrn zápasu | Souhrn zápasu | Souhrn zápasu | Souhrn zápasu |
| ------------- | ------------- | ------------- | ------------- | ------------- |
|               |               |               |               |               |